# Satyrus aigoualensis
Satyrus aigoualensis är en fjärilsart som beskrevs av Foulquier 1923. Satyrus aigoualensis ingår i släktet Satyrus och familjen praktfjärilar. Inga underarter finns listade.